# Aimó de Savoia-Aosta
Aimó de Savoia-Aosta (Torí, 9 de març de 1900 - Buenos Aires, 1948) fou el quart duc d'Aosta, príncep d'Itàlia i rei titular de Croàcia, com a Tomislau II, des de l'any 1941 fins a l'any 1943.
Era fill del duc Manuel Filibert de Savoia-Aosta i de la princesa Helena d'Orleans. El duc d'Aosta era net per via paterna del rei Amadeu I d'Espanya i de l'aristòcrata Maria Victòria del Pozzo, princesa de la Cisterna i per via materna del príncep Felip d'Orleans i de la princesa Maria Isabel d'Orleans. Casat l'any 1939 amb la princesa Irene de Grècia, filla del rei Constantí I de Grècia i de la princesa Sofia de Prússia. La parella tingué un únic fill SAR el príncep Amadeu de Savoia-Aosta, nat el 1943 a Florència, qui es casà en primeres núpcies amb la princesa Clàudia d'Orleans de la qual es divorcià i es casà amb l'aristòcrata siciliana Sílvia Paternò di Spedalotto.
El 22 de setembre de 1904 fou honrat amb el títol de duc de Spoleto pel rei Víctor Manuel III d'Itàlia. A la mort sense descendència masculina del seu germà gran Amadeu de Savoia-Aosta en un camp de presoners britànic a Nairobi el 3 de març de 1942, es feu càrrec del ducat d'Aosta.
El 15 d'abril de 1941 els nacionalsocialistes i la Ustachi establiren l'Estat independent de Croàcia i oferiren al duc de Spoleto la corona. Aimone i Irene acceptaren en un primer moment tot i que aviat se'ls hi feu entendre que establir-se a Zagreb seria problemàtic per la seva integritat física. Després de la destitució de Mussolini el 25 de juliol de 1943, Aimó va abdicar el 31 de juliol com a rei per ordre de Víctor Manuel III. Després del referèndum constitucional italià de 1946 i l'establiment de la República abandonà el país i s'establí sol a l'Argentina amb la intenció de refer econòmicament les seva deteriorada hisenda, on morí l'any següent.